# Скотт, Эрик (футболист)
Эрик Арнольдо Скотт Бернард (исп. Erick Arnoldo Scott Bernard; 21 мая 1981, Лимон) — коста-риканский футболист, игравший на позиции нападающего. Выступал за сборную Коста-Рики.

## Клубная карьера
Воспитанник клуба «Алахуэленсе». В 2001 году начал играть за основную команду своего клуба и за четыре следующих сезона стал трёхкратным чемпионом Коста-Рики. В сезоне 2001/02 забил 13 голов в чемпионате, а в сезоне 2002/03 — 20 голов, забил несколько важных голов в ворота американских и мексиканских команд в матчах Лиги чемпионов КОНКАКАФ.
В 2004 году выступал в MLS за «Коламбус Крю», сыграл шесть матчей и покинул команду в ходе сезона, из-за того, что ему давали мало игрового времени. В 2005 году на драфте расширения футболиста выбрал клуб «Реал Солт Лейк», однако игрок больше не вернулся в США.
Вернувшись в «Алахуэленсе», не смог сразу выйти на свой прежний уровень и был игроком ротации. В 2007 году отдан в аренду в гондурасский «Марафон», в весеннем сезоне 2007 года стал вице-чемпионом Гондураса и забил 6 голов, а в осеннем сезоне — стал чемпионом и забил один гол (по другим данным, ни одного гола в 16 матчах).
В январе 2008 года перешёл в китайский «Шанхай Шэньхуа» вместе с гондурасским футболистом Эмилем Мартинесом, ранее также игравшим за «Алахуэленсе» и «Марафон». В чемпионате Китая провёл 26 игр, забил 5 голов и стал вице-чемпионом.
В 2009 году вернулся в «Марафон», с которым снова выиграл чемпионский титул. В начале 2010 годах вернулся в «Алахуэленсе», где провёл полгода, однако затем клуб отказался продлевать контракт. Летом 2010 года перешёл в сальвадорский «Луис Анхель Фирпо». В 2011 году успешно провёл половину сезона в «Сан-Карлосе», забив 9 голов, после чего перешёл в «Депортиво Саприсса», но в команде не закрепился.
С 2012 года выступал на родине за клубы, не боровшиеся за высокие места. Был лидером атаки своих клубов, неоднократно входил в число лучших бомбардиров. В летнем чемпионате 2017 года стал лучшим бомбардиром с 22 голами, а всего за сезон забил 30 голов. Осенью 2017 года играл за середняка чемпионата Гватемалы «Комуникасьонес», в 2018 году снова вернулся в Коста-Рику.
Всего в чемпионатах Коста-Рики забил более 140 голов, по состоянию на 2017 год входит в десятку лучших бомбардиров за всю историю. Вошёл в топ-10 списка бомбардиров 19 февраля 2017 года, забив четыре гола в ворота «Белена» и обойдя Минора Диаса (132).

## Карьера в сборной
Выступал за молодёжную сборную Коста-Рики на молодёжном чемпионате мира 2001 года (сыграл 4 матча и забил 2 гола) и за олимпийскую сборную на Олимпиаде-2004 (4 матча).
В национальной сборной дебютировал 16 октября 2002 года в товарищеском матче против Эквадора. Первый гол забил 11 февраля 2003 года в ворота сборной Никарагуа.
Принимал участие в Кубках наций Центральной Америки 2003 и 2005 годов, в обоих турнирах стал победителем. Участвовал в Золотом кубке КОНКАКАФ 2003 года, на этом турнире забил два гола и стал полуфиналистом.
Всего в 2002—2012 годах сыграл 28 матчей за сборную и забил 7 голов.

## Достижения
- Чемпион Коста-Рики: 2000/01, 2001/02, 2002/03, 2004/05
- Чемпион Гондураса: 2007/08, 2008/09
- Победитель Кубка наций Центральной Америки: 2003, 2005